# TT Assen 1981
De TT Assen 1981 was achtste Grand Prix van wereldkampioenschap wegrace voor motorfietsen in het seizoen 1981. De races werden verreden op 27 juni 1981 op het TT Circuit in Assen.

## Algemeen
De TT van Assen vormde een keerpunt in het seizoen 1981, want Marco Lucchinelli, Toni Mang en Ricardo Tormo konden een voorschot nemen op hun wereldtitel, die hen allemaal praktisch in de schoot geworpen werd. Lucchinelli omdat zijn concurrenten Kenny Roberts, Graeme Crosby en Randy Mamola geen punten scoorden, Mang omdat Jon Ekerold helemaal niet kon deelnemen en Tormo omdat Stefan Dörflinger in zijn laatste ronde viel. Het werd vooral een debacle voor het 500cc-team van Yamaha, want ook Barry Sheene kwam bij de start niet van zijn plaats. De wisselende weersomstandigheden - en daarmee de juiste bandenkeuze - speelden de hoofdrol in de 51e TT. Tegen de verwachting in verscheen Takazumi Katayama toch weer met de Honda NR 500, maar opnieuw zonder succes.

## 500 cc
De start van de 500cc-race werd tien minuten uitgesteld omdat het was gaan regenen en de wedstrijdleiding de coureurs de tijd gaf om regenbanden te monteren. Dat deed lang niet iedereen: de meesten kozen voor intermediates, maar voorin stonden Boet van Dulmen, Kenny Roberts en Randy Mamola op regenbanden. Het haastige monteren had Roberts echter parten gespeeld. In de opwarmronde merkte hij al dat er iets niet in orde was en vlak voor de start schoof hij zijn machine met een geblokkeerd voorwiel het gras in. Er was een remblok verkeerd gemonteerd en de race was voor Roberts voorbij. Van Dulmen zag het gebeuren en probeerde een uitgestelde start te forceren door zijn eigen motorfiets dwars te zetten. Dat leverde een gevaarlijke situatie op, want de start ging gewoon door en Van Dulmen kwam meteen in het middenveld terecht. Na de start bleek er nog een fabrieks-Yamaha OW 54 stil te staan: Barry Sheene slaagde er niet in zijn machine aan de praat te krijgen en daarmee was het hele Yamaha-fabrieksteam uitgeschakeld. Crosby nam aanvankelijk de leiding, maar werd aangevallen door Mamola, die daarbij in het gras terechtkwam en viel. Crosby werd nu gevolgd door Kork Ballington en Boet van Dulmen, die zijn regenbanden ten volle benutte en uiteindelijk zelfs de leiding overnam. Marco Lucchinelli passeerde Crosby ook maar verloor terrein op van Dulmen, die een flinke voorsprong opbouwde. De baan droogde echter op, waardoor de Lucchinelli met zijn intermediate-banden in het voordeel was. Halverwege de race wist hij Van Dulmen te passeren, waarna hij een flinke voorsprong opbouwde. Van Dulmen werd echter niet meer bedreigd door Ballington, die derde werd en de eerste podiumplaats voor de Kawasaki KR 500 scoorde. 

### Uitslag 500 cc
| Pos | Coureur           | Merk       | Tijd                  | Punten                |
| --- | ----------------- | ---------- | --------------------- | --------------------- |
| 1   | Marco Lucchinelli | Suzuki     | 50'16"05              | 15                    |
| 2   | Boet van Dulmen   | Yamaha     | 50'48"94              | 12                    |
| 3   | Kork Ballington   | Kawasaki   | 50'54"00              | 10                    |
| 4   | Willem Zoet       | Suzuki     | '50'58"40             | 8                     |
| 5   | Jack Middelburg   | Suzuki     | 51'30"70              | 6                     |
| 6   | Dave Potter       | Yamaha     |                       | 5                     |
| 7   | Bernard Fau       | Suzuki     |                       | 4                     |
| 8   | Sergio Pellandini | Kawasaki   |                       | 3                     |
| 9   | Guido Paci        | Yamaha     |                       | 2                     |
| 10  | Sadao Asami       | Yamaha     |                       | 1                     |
| 11  | Seppo Rossi       | Suzuki     |                       |                       |
| 12  | Dick Alblas       | Suzuki     |                       |                       |
| 13  | Marc Fontan       | Yamaha     |                       |                       |
| 14  | Gregg Hansford    | Kawasaki   |                       |                       |
| 15  | Philippe Coulon   | Suzuki     |                       |                       |
| 16  | Michel Frutschi   | Yamaha     |                       |                       |
| 17  | Christian Sarron  | Yamaha     |                       |                       |
| 18  | Steve Parrish     | Yamaha     |                       |                       |
| 19  | Stuart Avant      | Suzuki     |                       |                       |
| 20  | Kimmo Kopra       | Suzuki     |                       |                       |
| DNF | Randy Mamola      | Suzuki     | Val                   |                       |
| DNF | Graeme Crosby     | Suzuki     | Val                   |                       |
| DNF | Takazumi Katayama | Honda      | Drijfstang            | Drijfstang            |
| DNF | Franco Uncini     | Suzuki     |                       |                       |
| DNF | Graziano Rossi    | Morbidelli |                       |                       |
| DNQ | Virginio Ferrari  | Cagiva     | Val in training       | Val in training       |
| DNQ | Rob Punt          | Suzuki     | Motorpech in training | Motorpech in training |
| DNQ | Henk de Vries     | Suzuki     | Blessure              | Blessure              |
| DNS | Kenny Roberts     | Yamaha     | Blokkerende rem       | Blokkerende rem       |
| DSQ | Barry Sheene      | Yamaha     | Aangeduwd             | Aangeduwd             |

### Top 10 WK-stand na deze race
| Pos. | Coureur           | Motorfiets | Ptn. |
| ---- | ----------------- | ---------- | ---- |
| 1    | Marco Lucchinelli | Suzuki     | 58   |
| 2    | Randy Mamola      | Suzuki     | 54   |
| 3    | Kenny Roberts     | Yamaha     | 46   |
| 4    | Graeme Crosby     | Suzuki     | 42   |
| 5    | Boet van Dulmen   | Yamaha     | 41   |
| 6    | Barry Sheene      | Yamaha     | 37   |
| 7    | Kork Ballington   | Kawasaki   | 19   |
| 7    | Hiroyuki Kawasaki | Suzuki     | 19   |
| 9    | Jack Middelburg   | Suzuki     | 18   |
| 10   | Guido Paci        | Yamaha     | 9    |

## 350 cc
Vanaf de vijfde startrij wist Mar Schouten toch als eerste weg te komen bij de start van de 350cc-klasse. Hij werd gevolgd door Carlos Lavado en daarna een grote groep rijders die enigszins uiteenviel toen Mick Grant in de Geert Timmer-bocht viel. Zijn brandstoftank klapte op de baan, waardoor de bocht vol benzine lag. Bovendien hadden de achtervolgers de grootste moeite de ravage te omzeilen, waardoor vooral Patrick Fernandez het contact met de kopgroep verloor. Schouten viel al snel enkele plaatsen terug maar zou toch nog als zesde finishen. Intussen nam Toni Mang de leiding voor Lavado en was de strijd om de eerste twee plaatsen beslist. Om de derde plaats vond een gevecht plaats tussen Graeme McGregor, Jean-François Baldé, Jeffrey Sayle en de inmiddels weer aangesloten Fernandez. Sayle viel met pech uit en uiteindelijk werd Baldé derde, een halve seconde voor Fernandez. 

### Uitslag 350 cc
| Pos | Coureur             | Merk              | Tijd     | Punten   |
| --- | ------------------- | ----------------- | -------- | -------- |
| 1   | Toni Mang           | Kawasaki          | 47'48"9  | 15       |
| 2   | Carlos Lavado       | Yamaha            | 48'04"7  | 12       |
| 3   | Jean-François Baldé | Kawasaki          | 48'13"3  | 10       |
| 4   | Patrick Fernandez   | Bimota-Yamaha     | 48'13"8  | 8        |
| 5   | Graeme McGregor     | Yamaha            | 48'25"1  | 6        |
| 6   | Mar Schouten        | Yamaha            |          | 5        |
| 7   | Keith Huewen        | Yamaha            |          | 4        |
| 8   | Peter Looijesteijn  | Bakker-Yamaha     |          | 3        |
| 9   | Martin Wimmer       | Yamaha            |          | 2        |
| 10  | Bengt Elgh          | Yamaha            |          | 1        |
| 11  | Tony Head           | Yamaha            |          |          |
| 12  | Walter Hoffmann     | Yamaha            |          |          |
| 13  | Clive Horton        | Armstrong-Rotax   |          |          |
| 14  | René Delaby         | Yamaha            |          |          |
| 15  | Eero Hyvärinen      | Yamaha            |          |          |
| 16  | Roger Sibille       | Yamaha            |          |          |
| 17  | Rinus van Kasteren  | Yamaha            |          |          |
| 18  | Mladen Tomic        | Yamaha            | +1 ronde |          |
| 19  | Edwin Weibel        | Moko-Yamaha       | +1 ronde |          |
| DNF | Mick Grant          | Yamaha            | Val      |          |
| DNF | Richard Schlachter  | Solo              |          |          |
| DNF | Pierre Bolle        | Yamaha            |          |          |
| DNF | Thierry Espié       | Bimota-Yamaha     |          |          |
| DNF | Alan North          | Yamaha            |          |          |
| DNF | Massimo Matteoni    | Bimota-Yamaha     |          |          |
| DNF | Sauro Pazzaglia     | Yamaha            |          |          |
| DNF | Jeffrey Sayle       | Yamaha            |          |          |
| DNS | Jacques Cornu       | Yamaha            | Blessure | Blessure |
| DNS | Pekka Nurmi         | Yamaha            | Blessure | Blessure |
| DNS | Jon Ekerold         | Solo              | Blessure | Blessure |
| DNS | Jacques Cornu       | Yamaha            | Blessure | Blessure |
| DNS | Pekka Nurmi         | Yamaha            | Blessure | Blessure |
| DNQ | Graeme Geddes       | Bimota-Yamaha     |          |          |
| DNS | Eric Saul           | Chevallier-Yamaha | Blessure | Blessure |

### Top 10 WK-stand na deze race
| Pos. | Coureur             | Motorfiets        | Ptn. |
| ---- | ------------------- | ----------------- | ---- |
| 1    | Toni Mang           | Kawasaki          | 73   |
| 2    | Jon Ekerold         | Solo              | 52   |
| 3    | Patrick Fernandez   | Bimota-Yamaha     | 43   |
| 4    | Carlos Lavado       | Yamaha            | 41   |
| 5    | Jean-François Baldé | Kawasaki          | 27   |
| 6    | Thierry Espié       | Bimota-Yamaha     | 24   |
| 7    | Eric Saul           | Chevallier-Yamaha | 18   |
| 8    | Keith Huewen        | Yamaha            | 17   |
| 9    | Jacques Cornu       | Yamaha            | 14   |
| 9    | Graeme McGregor     | Yamaha            | 14   |

## 250 cc
Na een goede start reed Roland Freymond in de eerste ronde aan de leiding van de 250cc-race in Assen, gevolgd door Toni Mang, Jean-François Baldé, Jeffrey Sayle en zelfs Thierry Espié met de debuterende Pernod. Die viel echter in de tweede ronde uit. Mang nam aanvankelijk de leiding over, maar werd vergezeld door Carlos Lavado. Tussen deze twee ontstond een op het oog spannend gevecht, maar het had er alle schijn van dat Mang een saaie race als de eerder verreden 350cc-klasse wilde voorkomen. Met handgebaren maakte hij Lavado duidelijk dat hij moest volgen, maar die had daar grote moeite mee. De afstand werd stilaan toch wat groter, maar in de laatste bocht wist Mang Lavado toch weer dicht achter zich te krijgen. Het verschil op de streep bedroeg slechts 0,2 seconde, waarna Mang en Lavado elkaar in de armen vlogen. Om de derde plaats vochten Freymond en Sayle. Baldé voegde zich in de negende ronde bij hen, maar door het gevecht kon ook Patrick Fernandez aansluiten en hij werd uiteindelijk nipt derde. 

### Uitslag 250 cc
| Pos | Coureur                | Merk              | Tijd       | Punten     |
| --- | ---------------------- | ----------------- | ---------- | ---------- |
| 1   | Toni Mang              | Kawasaki          | 45'37"13   | 15         |
| 2   | Carlos Lavado          | Yamaha            | 45'37"34   | 12         |
| 3   | Patrick Fernandez      | Bimota-Yamaha     | 46'06"97   | 10         |
| 4   | Roland Freymond        | Ad Maiora         |            | 8          |
| 5   | Jeffrey Sayle          | Armstrong-Rotax   |            | 6          |
| 6   | Jean-François Baldé    | Kawasaki          |            | 5          |
| 7   | Jean-Louis Guignabodet | Kawasaki          |            | 4          |
| 8   | Martin Wimmer          | Yamaha            |            | 3          |
| 9   | Richard Schlachter     | Yamaha            |            | 2          |
| 10  | Didier de Radiguès     | Yamaha            |            | 1          |
| 11  | Graeme McGregor        | Yamaha            |            |            |
| 12  | Ángel Nieto            | Siroko-Rotax      |            |            |
| 13  | Maurizio Massimiani    | Ad Maiora         |            |            |
| 14  | Bruno Kneubühler       | Rotax             |            |            |
| 15  | Mar Schouten           | MBA               |            |            |
| 16  | Franco Marchegiani     | Yamaha            |            |            |
| 17  | August Auinger         | Rotax             |            |            |
| 18  | Christian Estrosi      | Yamaha            |            |            |
| 19  | Paolo Ferretti         | Yamaha            |            |            |
| 20  | Rinus van Kasteren     | Yamaha            |            |            |
| 21  | Clive Horton           | CCM-Rotax         |            |            |
| DNF | Hans Müller            | Yamaha            | val        |            |
| DNF | Jean-Marc Toffolo      | Rotax             | Ontsteking | Ontsteking |
| DNF | Thierry Espié          | Pernod            | Carburatie | Carburatie |
| DNF | Hervé Guilleux         | Siroko-Rotax      |            |            |
| DNF | Peter Looijesteijn     | Yamaha            | Val        |            |
| DNF | Klaas Hernamdt         | Rotax             |            |            |
| DNF | Siegfried Minich       | Bartol            |            |            |
| DNQ | Graeme Geddes          | Yamaha            |            |            |
| DNS | Eric Saul              | Chevallier-Yamaha | Blessure   | Blessure   |

### Top 10 WK-stand na deze race
| Pos. | Coureur             | Motorfiets               | Ptn. |
| ---- | ------------------- | ------------------------ | ---- |
| 1    | Toni Mang           | Kawasaki                 | 70   |
| 2    | Jean-François Baldé | Kawasaki                 | 47   |
| 3    | Carlos Lavado       | Yamaha                   | 44   |
| 4    | Patrick Fernandez   | Bimota-Yamaha            | 35   |
| 5    | Roland Freymond     | Ad Maiora                | 24   |
| 6    | Eric Saul           | Chevallier-Yamaha        | 19   |
| 6    | Martin Wimmer       | Yamaha                   | 19   |
| 6    | Massimo Massimiani  | Ad Maiora                | 19   |
| 9    | Thierry Espié       | Chevallier-Yamaha/Pernod | 18   |
| 10   | Richard Schlachter  | Yamaha                   | 15   |

## 125 cc
In de training van de 125cc-klasse brak Loris Reggiani zijn linker grote teen, maar door de zorg van dokter Costa en Martin Mijwaart, die zijn schakelpedaal aanpaste, kon hij toch starten. Hij maakte niet eens een slechte start, maar Pier Paolo Bianchi was als eerste weg. Na de eerste ronde ging Hans Müller aan de leiding en er vormde zich een kopgroep met Bianchi, Müller, Reggiani en diens kopman Ángel Nieto. Nieto en Reggiani probeerden samen weg te rijden, maar in eerste instantie wist Bianchi dat te voorkomen. Uiteindelijk wisten de twee Minarelli-coureurs toch een gaatje te slaan, waarbij Nieto met handgebaren aan Reggiani duidelijk maakte dat hij niet te dicht moest volgen. Bianchi vormde een duo met Müller, maar behield de derde plaats. Anton Straver maakte een hachelijk moment mee toen hij hard moest remmen voor een dronken toeschouwer die de baan op was gelopen. 

### Uitslag 125 cc
| Pos | Coureur             | Merk        | Tijd     | Punten |
| --- | ------------------- | ----------- | -------- | ------ |
| 1   | Ángel Nieto         | Minarelli   | 44'59"04 | 15     |
| 2   | Loris Reggiani      | Minarelli   | 44'59"56 | 12     |
| 3   | Pier Paolo Bianchi  | MBA         | 45'01"07 | 10     |
| 4   | Hans Müller         | MBA         |          | 8      |
| 5   | Iván Palazzese      | MBA         |          | 6      |
| 6   | Maurizio Vitali     | MBA         |          | 5      |
| 7   | August Auinger      | MBA         |          | 4      |
| 8   | Ricardo Tormo       | Sanvenero   |          | 3      |
| 9   | Jean-Claude Selini  | MBA         |          | 2      |
| 10  | Guy Bertin          | Sanvenero   |          | 1      |
| 11  | Per-Edvard Carlsson | MBA         |          |        |
| 12  | Erich Klein         | MBA         |          |        |
| 13  | Johnny Wickström    | MBA         |          |        |
| 14  | Henk van Kessel     | EGA         |          |        |
| 15  | Willy Pérez         | MBA         |          |        |
| 16  | Anton Straver       | MBA         |          |        |
| 17  | Jan Eggens          | MBA         |          |        |
| 18  | Jan Huberts         | Sanvenero   |          |        |
| 19  | Boy van Erp         | MBA         |          |        |
| 20  | Joe Genoud          | MBA         |          |        |
| 21  | Peter van Niel      | MBA         |          |        |
| 22  | Peter Balaz         | MBA         |          |        |
| 23  | Lucio Pietroniro    | MBA         |          |        |
| DNF | János Drapál        | MBA         |          |        |
| DNF | Jacques Bolle       | Motobécane  |          |        |
| DNF | Gerhard Waibel      | MBA         |          |        |
| DNF | Yves Dupont         | MBA         |          |        |
| DNQ | Ton Spek            | MBA         |          |        |
| DNQ | Eugenio Lazzarini   | Iprem       |          |        |
| DNS | Stefan Dörflinger   | Krauser-MBA | Blessure |        |

### Top 10 WK-stand na deze race
| Pos. | Coureur            | Motorfiets  | Ptn. |
| ---- | ------------------ | ----------- | ---- |
| 1    | Ángel Nieto        | Minarelli   | 98   |
| 2    | Loris Reggiani     | Minarelli   | 74   |
| 3    | Pier Paolo Bianchi | MBA         | 58   |
| 4    | Hans Müller        | MBA         | 55   |
| 5    | Guy Bertin         | Sanvenero   | 28   |
| 6    | Iván Palazzese     | MBA         | 27   |
| 6    | Stefan Dörflinger  | Krauser-MBA | 27   |
| 8    | Maurizio Vitali    | MBA         | 26   |
| 9    | Jacques Bolle      | Motobécane  | 25   |
| 10   | Willy Pérez        | MBA         | 11   |

## 50 cc
De 50cc-klasse startte in Assen op een opdrogende baan. Hoewel Ricardo Tormo als snelste vertrok, werd hij meteen ingehaald door Stefan Dörflinger. Henk van Kessel reed op de derde plaats, maar kon de twee niet volgen. Halverwege de race verremde Dörflinger zich, waardoor Tormo weer aan de leiding kwam met negen seconden voorsprong. Dörflinger maakte echter drie seconden per ronde goed en nam de leiding in de laatste ronde weer over. Op de achterkant van het circuit slipte zijn achterwiel echter weg en Dörflinger viel, waarbij hij zijn pols brak en zijn kansen op de wereldtitel nog slechts theoretisch werden. Van Kessel werd door de val van Dörflinger tweede en Rolf Blatter werd derde. 

### Uitslag 50 cc
| Pos | Coureur             | Merk              | Tijd             | Punten           |
| --- | ------------------- | ----------------- | ---------------- | ---------------- |
| 1   | Ricardo Tormo       | Bultaco           | 31'54"35         | 15               |
| 2   | Henk van Kessel     | Kreidler          | 32'56"04         | 12               |
| 3   | Rolf Blatter        | Kreidler          | 33'02"73         | 10               |
| 4   | Theo Timmer         | Bultaco           |                  | 8                |
| 5   | Hagen Klein         | Van Veen-Kreidler |                  | 6                |
| 6   | Hans-Jürgen Hummel  | Kreidler          |                  | 5                |
| 7   | Ingo Emmerich       | Kreidler          |                  | 4                |
| 8   | Jos van Dongen      | Kreidler          |                  | 3                |
| 9   | Joacquín Galí       | Bultaco           |                  | 2                |
| 10  | Reiner Scheidhauer  | Kreidler          |                  | 1                |
| 11  | Floor Maasland      | FMT               |                  |                  |
| 12  | Gerhard Bauer       | Kreidler          |                  |                  |
| 13  | Yves Le Toumelin    | TYL               |                  |                  |
| 14  | Gerhard Singer      | Kreidler          |                  |                  |
| 15  | Ramon Gali          | Kreidler          |                  |                  |
| 16  | Otto Machinek       | Kreidler          |                  |                  |
| 17  | George Looijesteijn | Kreidler          |                  |                  |
| 18  | Bertus Grinwis      | PCR               |                  |                  |
| 19  | Jan Welvaarts       | Kreidler          |                  |                  |
| 20  | Reiner Koster       | Malanca           |                  |                  |
| 21  | Paul Rimmelzwaan    | Roton             |                  |                  |
| 22  | Chris Baert         | Kreidler          |                  |                  |
| DNF | Stefan Dörflinger   | Van Veen-Kreidler | Val              |                  |
| DNF | Rainer Kunz         | Kreidler          | Vastloper        | Vastloper        |
| DNF | Joe Genoud          | Kreidler          | Val              |                  |
| DNS | Hans Spaan          | Kreidler          | Medische keuring | Medische keuring |
| DNQ | Eugenio Lazzarini   | Garelli           | Vertrokken       | Vertrokken       |

### Top 10 WK-stand na deze race
| Pos. | Coureur             | Motorfiets        | Ptn. |
| ---- | ------------------- | ----------------- | ---- |
| 1    | Ricardo Tormo       | Bultaco           | 60   |
| 2    | Stefan Dörflinger   | Van Veen-Kreidler | 51   |
| 3    | Theo Timmer         | Bultaco           | 30   |
| 4    | Hagen Klein         | Van Veen-Kreidler | 27   |
| 5    | Rolf Blatter        | Kreidler          | 26   |
| 6    | Hans-Jürgen Hummel  | Sachs             | 25   |
| 7    | Claudio Lusuardi    | Bultaco           | 15   |
| 8    | Yves Dupont         | ABF               | 14   |
| 9    | Henk van Kessel     | Kreidler          | 12   |
| 10   | Rainer Kunz         | Kreidler          | 10   |
| 10   | George Looijesteijn | Kreidler          | 10   |

## Zijspannen
Jock Taylor/Benga Johansson hadden in Assen eigenlijk een normale start, maar twee andere combinaties op de eerste startrij, Rolf Biland/Kurt Waltisperg en Alain Michel/Michael Burkhardt, kwamen nauwelijks weg en blokkeerden daarmee ook de rest van het veld. Biland verloor drie plaatsen, Michel viel terug in het middenveld en Egbert Streuer was de eerste die eromheen stuurde en op de tweede plaats lag. Biland nam de tweede plaats al snel over terwijl Werner Schwärzel's combinatie bij het uitkomen van de Strubben niet meer wilde sturen en rechtdoor ging, waarbij een toeschouwer onder de combinatie terechtkwam. Er ontstond een gevecht tussen Taylor en Biland, terwijl er een gat werd geslagen met Streuer. Michel was toen nog bezig aan een inhaalrace. Bij het ingaan van de vijfde ronde maakte Biland een pitstop om een losse bougiekap vast te zetten, maar intussen was Michel al voorbijgegaan aan Streuer. Michel kon zelfs de aanval inzetten op Taylor en de race met een ruime voorsprong winnen. Streuer maakte een benauwd moment mee in de Ruskenhoek, toen zijn achterwiel naast het asfalt kwam. De combinatie stond dwars en Egbert Streuer werd afgeworpen, maar bleef met een voet aan zijn zijspancombinatie hangen. Toen die door een sloot stuiterde kwam de voet los, maar de LCR rolde in vrijstand door met Bernard Schnieders nog steeds aan boord. Uiteindelijk liet ook die zich uit het zijspan glijden en de combinatie stak de baan nog een keer over om in een sloot tot stilstand te komen. Rolf Biland, die een eenzame race op de vierde plaats had gereden, werd op die manier toch nog derde.

### Uitslag zijspannen
| Pos | Coureur          | Bakkenist          | Merk                 | Tijd       | Punten |
| --- | ---------------- | ------------------ | -------------------- | ---------- | ------ |
| 1   | Alain Michel     | Michael Burkhardt  | Seymaz-Yamaha        | 42'48"52   | 15     |
| 2   | Jock Taylor      | Benga Johansson    | Fowler-Windle-Yamaha | 43'07"41   | 12     |
| 3   | Rolf Biland      | Kurt Waltisperg    | LCR-Yamaha           | 44'00"95   | 10     |
| 4   | Masato Kumano    | Kunio Takeshima    | LCR-Yamaha           |            | 8      |
| 5   | Mick Boddice     | Chas Birks         | Yamaha               |            | 6      |
| 6   | Trevor Ireson    | Clive Pollington   | Ireson-Yamaha        |            | 5      |
| 7   | Jesco Höckert    | Thomas Riedel      | Busch-Yamaha         |            | 4      |
| 8   | Gérald Corbaz    | Yvan Hunziker      | Yamaha               |            | 3      |
| 9   | Piet Huybers     | Karl-Heinz Bucholz | Yamaha               |            | 2      |
| 10  | Jo van der Ven   | Tonny Troeyen      | Yamaha               |            | 1      |
| 11  | Mühlheim         | Paul               | Yamaha               |            |        |
| DNF | Werner Schwärzel | Andreas Huber      | Seymaz-Yamaha        | Ongeval    |        |
| DNF | Egbert Streuer   | Bernard Schnieders | LCR-Yamaha           | Ongeval    |        |
| DNF | Derek Jones      | Brian Ayres        | Ireson-Yamaha        | Drijfstang |        |
| DNF | Michel Vanneste  | Serge Vanneste     | Seymaz-Yamaha        | Ongeval    |        |
| DNF | Peter Campbell   | Dick Goodwin       | Yamaha               |            |        |
| DNF | Rolf Steinhausen | Georg Willmann     | RSR-Yamaha           |            |        |

### Top 10 WK-stand na deze race
| Pos | Coureur          | Bakkenist         | Motorfiets           | Ptn |
| --- | ---------------- | ----------------- | -------------------- | --- |
| 1   | Alain Michel     | Michael Burkhardt | Seymaz-Yamaha        | 62  |
| 2   | Jock Taylor      | Benga Johansson   | Fowler-Windle-Yamaha | 53  |
| 3   | Rolf Biland      | Kurt Waltisperg   | LCR-Yamaha           | 52  |
| 4   | Masato Kumano    | Kunio Takeshima   | LCR-Yamaha           | 26  |
| 5   | Derek Jones      | Brian Ayres       | Ireson-Yamaha        | 20  |
| 6   | Trevor Ireson    | Clive Pollington  | Ireson-Yamaha        | 18  |
| 6   | Werner Schwärzel | Andreas Huber     | Seymaz-Yamaha        | 18  |
| 8   | Mick Boddice     | Chas Birks        | Yamaha               | 14  |
| 9   | Peter Campbell   | Dick Goodwin      | Yamaha               | 10  |
| 10  | Jesco Höckert    | Thomas Riedel     | Busch-Yamaha         | 9   |

## Trivia

### Wat mankeert eraan? (1)
Hans Spaan raakte al in het begin van het seizoen geblesseerd in Zandvoort. In de Grand Prix van Joegoslavië brak hij een botje in zijn pols, waardoor het begrijpelijk was dat hij voor de TT van Assen geen goedkeuring kreeg van de artsen. Dat kwam echter door problemen met enkele rugwervels. Om de verwarring helemaal compleet te maken verklaarde Spaan zelf over de keuring: "En terecht, ik heb nog problemen met mijn ogen"…

### Wat mankeert eraan? (2)
De NOS had de motorsport niet hoog in het vaandel staan, maar stuurde toch een cameraploeg naar Assen. Ze troffen in het rennerskwartier Klaas Hernamdt, die juist aan zijn monteur Jannes Brinksma uitlegde dat er een probleem met zijn versnellingsbak was. Klaas deed dat echter in het Fries. De verslaggever hoorde een vreemde taal en vroeg Klaas in het Engels wat het probleem was. Klaas had niet in de gaten dat het de NOS was en antwoordde dus ook in het Engels.

### Magnesiumbrand
De Bimota-Yamaha van Massimo Matteoni brandde na een val volledig uit omdat de brandweer geen blusmiddelen had voor zijn magnesium wielen, die maar bleven branden. Hij kreeg van de organisatie een schadevergoeding. 

### Deurwaarder
Richard Schlachter reed voor het eerst in de 350cc-klasse omdat hij de Solo van Gustav Reiner kon lenen, maar haalde de finish niet. Na afloop moest hij de machine echter inleveren bij een deurwaarder. Het reisbureau ITG had van een aantal coureurs nog 120.000 gulden tegoed vanwege de reis naar de GP van Argentinië, waaronder Gustav Reiner. 
1925 · 1926 · 1927 · 1928 · 1929 · 1930 · 1931 · 1932 · 1933 · 1934 · 1935 · 1936 · 1937 · 1938 · 1939 · 1940–1945 · 1946 · 1947 · 1948 · 1949 · 1950 · 1951 · 1952 · 1953 · 1954 · 1955 · 1956 · 1957 · 1958 · 1959 · 1960 · 1961 · 1962 · 1963 · 1964 · 1965 · 1966 · 1967 · 1968 · 1969 · 1970 · 1971 · 1972 · 1973 · 1974 · 1975 · 1976 · 1977 · 1978 · 1979 · 1980 · 1981 · 1982 · 1983 · 1984 · 1985 · 1986 · 1987 · 1988 · 1989 · 1990 · 1991 · 1992 · 1993 · 1994 · 1995 · 1996 · 1997 · 1998 · 1999 · 2000 · 2001 · 2002 · 2003 · 2004 · 2005 · 2006 · 2007 · 2008 · 2009 · 2010 · 2011 · 2012 · 2013 · 2014 · 2015 · 2016 · 2017 · 2018 · 2019 · 2021 · 2022 · 2023 · 2024 · 2025